# Węzeł autostradowy Braunschweig-Nord
Węzeł autostradowy Braunschweig-Nord (niem. Autobahnkreuz Braunschweig-Nord, AK Braunschweig-Nord, Kreruz Braunschweig-Nord) – węzeł drogowy na skrzyżowaniu autostrad A2 i A391 w kraju związkowym Dolna Saksonia. Nazwa węzła pochodzi od miasta Brunszwik.
| Z                              | Do                                  | Średnie dzienne natężenie ruchu |
| ------------------------------ | ----------------------------------- | ------------------------------- |
| AS Braunschweig-Hafen (A 2)    | AK Braunschweig-Nord                | 82 500                          |
| AK Braunschweig-Nord           | AK Braunschweig-Flughafen (A 2)     | 81 700                          |
| AS Braunschweig-Wenden (A 391) | AK Braunschweig-Nord                | 26 900                          |
| AK Braunschweig-Nord           | AS Braunschweig-Hansestraße (A 391) | 56 200                          |